# Františkánský klášter (Jindřichův Hradec)
Františkánský klášter v Jindřichově Hradci je kulturní památka České republiky (od 3. května l958). Součástmi této kulturní památky jsou budovy bývalého kláštera, klášterní kostel svaté Kateřiny a tzv. Klášteříček.

## Budovy kláštera
Klášter byl založen v roce 1478, byl postaven v pozdně gotickém stylu. V roce 1619, během českého stavovského povstání, byl pobořen a zapálen. Během 1. poloviny 17. století byl klášter obnoven. V roce 1801 byl klášter poškozen rozsáhlým požárem, po kterém byl rekonstruován. V roce 1950 bylo působení zdejší františkánské komunity násilně ukončeno a mniši byli internováni; budovy kláštera byly potom používány k různým účelům, např. zde byl internát. V rámci restitucí byly budovy kláštera v 90. letech 20. století františkánskému řádu vráceny, činnost zdejší františkánské komunity však nebyla obnovena a klášterní budovy byly prodány.
V klenutém refektáři jsou lunety, jejichž hrany jsou ozdobeny rokokovými ornamenty; jsou zde rokoková kamna z roku 1780.

## Kostel svaté Kateřiny
Klášterní kostel svaté Kateřiny byl vysvěcen v roce 1491. Spadá pod správu římskokatolické farnosti – proboštství Jindřichův Hradec.

### Kaple svaté Barbory
Kaple svaté Barbory byla po poboření kláštera v roce 1619 obnovena v roce 1625.

### Kaple sv. Antonína Paduánského
Okrouhlá kaple svatého Antonína Paduánského byla k jižní straně chrámové lodi přistavěna v roce 1662.

### Kaple zvaná Porcinkule
Okrouhlá kaple Panny Marie Andělské, zvaná Porcinkule, byla k jižní straně chrámové lodi přistavěna v roce 1674. Je s ní spojena tradiční pouť, rovněž zvaná Porcinkule, konaná první srpnový víkend.

## Klášteříček
„Klášteříček“ je pozdně gotická stavba, kterou v roce 1525 nechala na druhé straně ulice postavit Anna z Minsterberka, vdova po Jindřichovi IV. z Hradce. Určen byl za sídlo vdov jindřichohradeckých pánů a se sousedním klášterním kostelem sv. Kateřiny byl již tehdy spojen nadzemní chodbou, vedoucí přímo na kostelní kruchtu. V letech 1534 až 1598 zde navíc fungoval špitál pro malomocné ženy, který založila Anna z Rožmitálu, manželka Adama I. z Hradce. Žila zde také např. až do své smrti roku 1631 Kateřina z Montfortu, jež Klášteříček nechala přestavět, jeho zásadní přestavba však proběhla v letech 1754–1760. Tehdy byl významně rozšířen, byla k němu připojena i jízdárna a řada hospodářských budov, na nádvoří postavena kašna a v přízemí zřízena reprezentativní sala terrena, otevřená do stupňovité francouzské zahrady (k domu patří jen její zastřešený první stupeň).
Přestavbu nechala provést Isabela Marie de Merode-Westerloo, manželka Františka Josefa Černína z Chudenic, po její smrti však už Klášteříček sloužil jen jako příležitostné panské sídlo. V roce 1801 vyhořel a roku 1849 byl Černíny prodán městu Jindřichův Hradec. O čtyři roky později zde začal fungovat okresní soud, berní úřad i vězení. Justice jej využívala až do roku 1932, kdy se soud přesunul do nově postavené budovy na Nádražní ulici. Ministerstvo spravedlnosti získalo budovu Klášteříčka zpět v roce 1998, v letech 2002 a 2003 byla rekonstruována a opětovným sídlem Okresního soudu v Jindřichově Hradci se stala od počátku roku 2004. Každoročně v lednu jsou zde pořádány prohlídky pro veřejnost.